# Xenusion
Xenusion – wymarły prawdopodobny przedstawiciel gromady Xenusia. Przypuszczalnie jest najstarszym znanym zwierzęciem, jakie żyło na terenie dzisiejszej środkowej Europy.

## Skamieniałości
Xenusion był morskim stworzeniem, znanym dziś z dwóch skamieniałości, których wiek szacowany jest na późny neoproterozoik i najstarszy kambr. Na podstawie odcisku w piaskowcowym głazie narzutowym opisano w 1927 roku gatunek typowy – Xenusion auerswaldae Pompeckj, 1927. Holotyp znajduje się w Muzeum Historii Naturalnej w Berlinie. Został on znaleziony przez Fritza Knutha podczas przekopywania jego ogrodu w Sewekow (obecnie dzielnica Wittstock/Dosse) i podarowany pannie Annemarie von Auerswald, kustoszce muzeum regionalnego Prignitz w szlacheckim konwencie kanoniczek w Heiligengrabe (Kloster Stift zum Heiligengrabe). Ta przekazała go geologowi i paleontologowi prof. Josefowi Felixowi Pompeckjemu, który opisując nowy gatunek uhonorował ją w nazwie gatunkowej zwierzęcia. Drugi egzemplarz został znaleziony w 1978 roku przez Helgę i Horsta Deichfussów na wyspie Hiddensee i znajduje się w kolekcji Instytutu Nauk o Ziemi Uniwersytetu Marcina Lutra w Halle. Opisali go Jerzy Dzik i Günter Krumbiegel.
Uważa się, że obydwa skalne bloki, z Meklemburgii i Hiddensee, pochodzą z wychodni piaskowca Kalmarsund w południowej Szwecji, skąd zostały wyrwane około 20 000 lat temu przez lądolód skandynawski. Odnaleziony drugi okaz Xenusion zawierał zachowaną przednią część ciała brakującą holotypowi, co pozwoliło przedstawić nową rekonstrukcję tego organizmu. Ponadto, ciało drugiego okazu zostało zachowane nie jako odcisk jak holotyp, ale trójwymiarowo, wypełnione od wewnątrz piaskowcem i tkwiące w skale pod ukos względem jej warstwowania. Wysunięto hipotezę, że w istocie zachowana skamieniałość to wylinka Xenusion, rozdarta w linii pośrodkowej i wypełniona od wewnątrz piaskiem, co umożliwiło fosylizację.

## Biologia
Xenusion był organizmem żyjącym w morzu (pierwsi badacze uważali, że pędził lądowy tryb życia). Miał niezwykle prostą, metameryczną budowę ciała. Poza odnóżami krocznymi nie posiadał wyspecjalizowanych odnóży ani przydatków w części głowowej. Długość ciała wynosiła około 20 cm.

## Pozycja systematyczna
Pokrewnymi gatunkami są środkowokambryjskie Aysheaia i Microdictyon. Dzik i Krumbiegel dla Ayesheaia i Xenusion utworzyli nową gromadę Xenusia, z której prawdopodobnie wywodzą się dzisiejsze niesporczaki i pratchawce.